# Andres Vanapa
Andres Vanapa (mit bürgerlichem Namen Viktor Mellov, Pseudonym auch Andres Soe,* 2. April 1924 in Tallinn; † 25. Oktober 2004 ebenda) war ein estnischer Schriftsteller.

## Leben
Vanapa besuchte bis 1938 das Gustav-Adolf-Gymnasium in Tallinn und war später Laufbursche bei einer Tallinner Zeitung. Im Zweiten Weltkrieg, in dessen Verlauf Estland von 1941 bis 1944 von Deutschland besetzt war, leistete er Hilfsdienste bei der deutschen Marine und versuchte 1944 vergeblich nach Finnland zu fliehen. Bis Kriegsende war er in deutscher Gefangenschaft in Tallinn, danach arbeitete er als Journalist bei Rahva Hääl. Nach Absolvierung der juristischen Schule in Tallinn sowie der Parteischule war er kurzzeitig als Rechtsanwalt tätig und wurde 1950 literarischer Direktor am Tallinner Dramatheater.
Von 1952 bis 1956 war Vanapa Geschichtslektor an der Estnischen Musikakademie und danach von 1956 bis 1970 Redakteur bei der Zeitschrift „Fragen und Antworten“ (estn. Küsimused ja vastused). Auch danach bekleidete er noch diverse Positionen, ab 1978 lebte er als freiberuflicher Schriftsteller in Tallinn. Vanapa war seit 1984 Mitglied des Estnischen Schriftstellerverbands.

## Werk
Die ersten Veröffentlichungen von Vanapa fallen in die Mitte der 1950er-Jahre, als seine Kurzgeschichten unter dem Pseudonym Andres Soe in Periodika erschienen. Sein Debüt erfolgte jedoch wesentlich später, und dann mit einem Gedichtband (1974), der vom Kollegen Ain Kaalep freudig begrüßt wurde. Er konstatierte Parallelen zu Juhan Liiv und Einflüsse von Andres Ehin. Auch die späteren Gedichtbände wurden positiv aufgenommen, dem Autor wurde „Lebens- und Schaffensfreude“ attestiert, wobei er in eine Reihe mit den estnischen Klassikern Oskar Luts und August Gailit gestellt wurde.
Von Vanapas Prosawerk sticht vor allem sein Roman Regale (1994) hervor, der eine Hommage an Jorge Luis Borges ist und an dessen Ende ein Bücherliebhaber unter seinen einstürzenden Regalen begraben wird.

## Trivia
Das Pseudonym Vanapa ist zu lesen als Abkürzung von Vanapagan, einem alten estnischen Wort für 'Teufel', das wörtlich 'alter Heide' bedeutet (Vgl. den Roman Põrgupõhja uus Vanapagan von Anton Hansen Tammsaare). Viktor Mellov benutzte es einmal scherzhaft in einem Gespräch mit einem Kollegen und beschloss danach, es weiterhin zu verwenden. Der Vorname Andres stammt von seinem Vater.

## Auszeichnungen
- 1986 Friedebert-Tuglas-Novellenpreis
- 1997 August-Mälk-Novellenpreis
- 2000 Friedebert-Tuglas-Novellenpreis

## Bibliografie
- Pihlakaviin ('Vogelbeerschnaps'). Tallinn: Eesti Raamat 1974. 100 S.
- Vale sadama jutud ('Geschichten vom falschen Hafen'). Tallinn: Eesti Raamat 1978. 96 S.
- Sisukord. Luulet 1970–1978 ('Inhalt. Dichtung 1970–1978'). Tallinn: Eesti Raamat 1980. 90 S.
- Kivilõhkujad ('Die Steinbrecher'). Tallinn: Eesti Raamat 1981. 87 S.
- Taevatalu ('Himmelshof'). Tallinn: Eesti Raamat 1984. 182 S.
- Ma olen väga ilus ('Ich bin sehr schön'). Tallinn: Eesti Raamat 1988. 159 S.
- Koer ja kastekann ('Hund und Gießkanne'). Tallinn: Eesti Raamat 1990. 254 S.
- Surnutele on ladu avatud ('Für die Toten ist das Lager geöffnet'). Tallinn: Eesti Raamat 1992. 160 S.
- Riiulid ('Regale'). Tallinn: Koolibri 1994. 205 S.
- Grammofon ('Das Grammofon'). Tallinn: Kupar 1996 (1997). 152 S.
- Vanapagana tosin ('Das Teufelsdutzend'). Tallinn: Varrak 1998. 143 S.
- Meie kamp, koerast rääkimata ('Unsere Bande, vom Hund ganz zu schweigen'). Tallinn: Faatum 1999. 109 S.
- Vanapagana teine tosin ('Das zweite Teufelsdutzend'). Tallinn: Varrak 2002. 119 S.
- Päti vile ('Der Pfiff des Gauners'). Tallinn: Varrak 2003. 166 S.

## Sekundärliteratur
- Ain Kaalep: Rohkem iialgi ei luuletata?, in: Looming 7/1974, S. 1224–1226.
- Teet Kallas: Ühest hilisdebüüdist, in: Keel ja Kirjandus 5/1979, S. 307–309.
- Ott Raun: Kõrtsiarved, in: Looming 12/1990, S. 1704–1705.
- Ott Raun: Harju tänava vaim ja vanapa(gan), in: Looming 4/1994, S. 542–546.
- Enn Vetemaa: Kaval-Antsude õnnitlus Vanapaganale, in: Keel ja Kirjandus 4/1994, S. 239–241.
- Andres Ehin: Jäi raamatute alla, in: Looming 8/1994, S. 1140–1141.
- Peeter Künstler: Riiulil avamerele, in: Vikerkaar 9/1994, S. 92–93.
- Villu Tamme: Tark ja hea vanapagan, in: Looming 10/1998, S. 1601–1604.
- Tarmo Teder: Laseb särada kristalle. Vol. 2, in: Looming 12/2002, S. 1901–1905.
- Teet Kallas: Andres Vanapa 2. IV 1924 – 25. X 2004, in: Keel ja Kirjandus 12/2004, S. 937–939.